# انباشت و شلیک زاویه تتا
در مدل انباشت و شلیک درجه دو هنگام محاسبه ی بسامد تیزه زدن ها یک فرض غیر منطقی را در نظر گرفتیم:  {\displaystyle u_{rest}\rightarrow \infty }   ,  {\displaystyle u_{th}\rightarrow -\infty }
{\displaystyle {\operatorname {d} \!u \over \operatorname {d} \!t}=u^{2}+(I-I_{c})}{\displaystyle I>I_{c}}{\displaystyle T=\int \limits _{0}^{T}dt=\int \limits _{0}^{T}{\frac {du}{\dot {u}}}=\int \limits _{0}^{T}{\frac {du}{u^{2}+(I-I_{c})}}}{\displaystyle \Rightarrow T={\Biggl (}-{\frac {1}{\sqrt {I-I_{c}}}}\tan ^{-1}\left({\frac {u}{\sqrt {I-I_{c}}}}\right){\Biggr )}_{u_{rest}}^{u_{threshold}}}
در اینجا فرض را اعمال میکردیم و نتیجه میشد:
{\displaystyle \Rightarrow T={\Biggl (}{\frac {1}{\sqrt {I-I_{c}}}}\tan ^{-1}\left({\frac {u}{\sqrt {I-I_{c}}}}\right){\Biggr )}_{-\infty }^{\infty }={\frac {\pi }{\sqrt {I-I_{c}}}}}
{\displaystyle \Rightarrow \nu =\left({\frac {\sqrt {I-I_{c}}}{\pi }}\right)}حال در این مدل این فرض را نصحیح میکنیم. فرضی که شده به این معناست که نورون ابتدا در پتانسیل منفی بینهایت است، به مرور روی غشاء آن پتانسیل ایجاد میشود و اختلاف پتانسیل افزایش می یابد. تا وقتی که پتانسیل به مثبت بینهایت میرسد. در این هنگام باید پتانسیل را برگردانیم به پتانسیل استراحت یعنی منفی بینهایت.
در واقع نقطه ی مثبت بینهایت را به منفی بینهایت متصل کرده ایم. برای تصحیح این فرض غلط خوب است پتانسیل را بجای اینکه روی یک خط در نظر بگیریم، این بار روی یک دایره در نظر بگیریم. یعنی مثبت بینهایت را به منفی بینهایت متصل کنیم. تا این پرش پتانسیل از مثبت بینهایت به منفی بینهایت برطرف شود. اگر پتانسیل در مدل جدید را با θ و پتانسیل در مدل انباشت-شلیک درجه دو را با u نشان دهیم، میتوان گفت برای رسیدن به خواسته مان باید u برابر با tan(θ) باشد. زیرا در دایره ی مثلثاتی این نسبت را داریم:

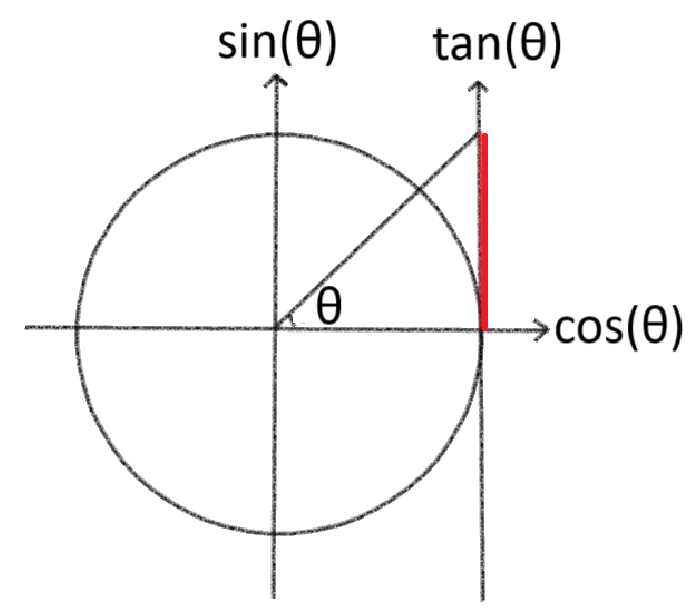

بنابراین اینگونه میتوانیم محور پتانسیل را به دایره تبدیل کنیم. و دیگر مشکل پرش از پتانسیل آستانه به پتانسیل استراحت را نخواهیم داشت.
اما با افزایش θ مقدار tan(θ) دو بار تکرار میشود. این را با توجه به اینکه دوره تناوب تابع تانژانت برابر {\displaystyle \pi } است و نه {\displaystyle 2\pi } هم میشود فهمید. بنابر این u را برابر با تانژانت نصف زاویه θ قرار میدهیم. سپس {\displaystyle {\dot {\theta }}} را محاسبه میکنیم.
{\displaystyle u=tan({\tfrac {\theta }{2}})}
{\displaystyle \Rightarrow \theta =2tan^{-1}(u)}
{\displaystyle \Rightarrow {\dot {\theta }}={\frac {2{\dot {u}}}{1+u^{2}}}}
{\displaystyle {\dot {u}}=u^{2}+(I-I_{c})}
{\displaystyle \Rightarrow {\dot {\theta }}={\frac {2u^{2}+2(I-I_{c})}{u^{2}+1}}=2+2{\frac {(I-I_{c})-1}{u^{2}+1}}=2{\bigl (}1+{\frac {1}{u^{2}+1}}(I-I_{c}-1){\bigr )}}
{\displaystyle {\frac {1}{u^{2}+1}}={\frac {1}{tan^{2}({\tfrac {\theta }{2}})+1}}=cos^{2}({\tfrac {\theta }{2}})}
{\displaystyle \Rightarrow {\dot {\theta }}=2{\Bigl (}1+cos^{2}({\tfrac {\theta }{2}})(I-I_{c}-1){\Bigr )}}
{\displaystyle cos^{2}({\tfrac {\theta }{2}})=1+cos(\theta )}
{\displaystyle \Rightarrow {\dot {\theta }}=2{\Bigl (}1+I-I_{c}-1+cos(\theta )(I-I_{c}-1){\Bigr )}=2{\Bigl (}(I-I_{c})+cos(\theta )(I-I_{c}-1){\Bigr )}}
برای ساده سازی معادله قرار میدهیم:  {\displaystyle I-I_{c}=I_{0}} بنابراین خواهیم داشت:
{\displaystyle {\dot {\theta }}=2(I_{0}-1)cos(\theta )+2I_{0}}
و با روش مقیاس بندی متغیر (variable rescaling) میتوانیم معادله را به صورت زیر ساده کنیم:
{\displaystyle {\dot {\theta }}=cos(\theta )+{\frac {2I_{0}}{2I_{0}-2}}}
که در آن {\displaystyle I_{0}} عبارت است از اختلاف جریان از جریان بحرانی. این معادله نمایانگر مدل نورونی انباشت و شلیک زاویه تتا است.
به ازای تغیر مقدار {\displaystyle I_{0}} از منفی بینهایت تا مثبت بینهایت، جمله ی ثابت در معادله از صفر تا یک تغیر میکند. مقدار بیشینه ی تابع کسینوس هم برابر یک است. پس اگر به مقدار کافی {\displaystyle I_{0}} را بزرگ کنیم، نمودار محور افقی را قطع نخواهد کرد و در همه ی راویه ها (پتانسیل ها) خواهیم داشت {\displaystyle {\dot {\theta }}>0} . به این معنی که همواره {\displaystyle \theta } تمایل به زیاد شدن دارد و هیچ نقطه ی بازگشتی وجود ندارد. 
اما اینطور نخواهد شد زیرا مقدار 1 کران بالای مقدار ثابت معادله است و به یک نمیرسد. پس همواره نمودار در نقاطی محور افقی را قطع میکند و {\displaystyle {\dot {\theta }}} همواره مثبت نخواهد بود.

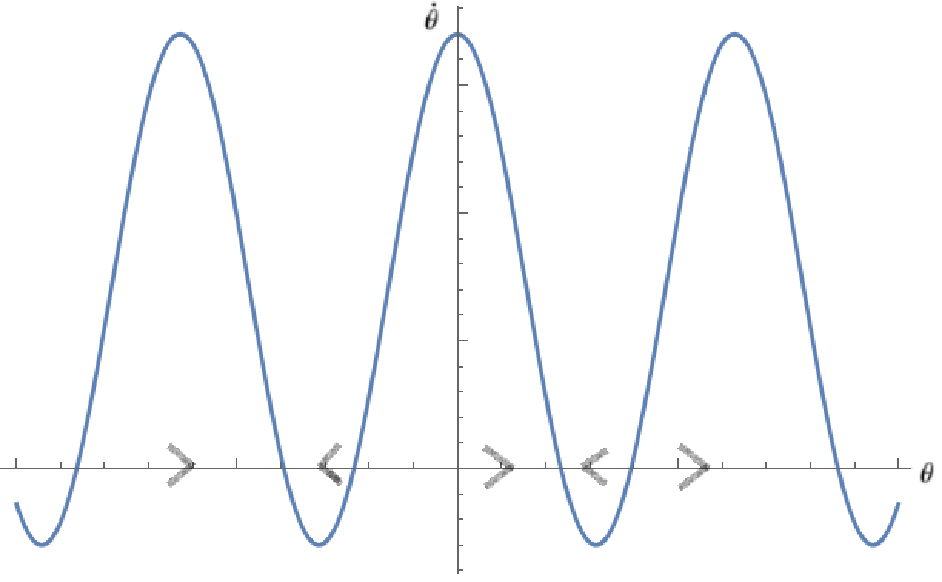
نمودار فاز بر حسب

نمودار چنین شکلی خواهد داشت که همواره نقاط تعادلی ای وجود خواهد داشت.